# Mortagnekasteel

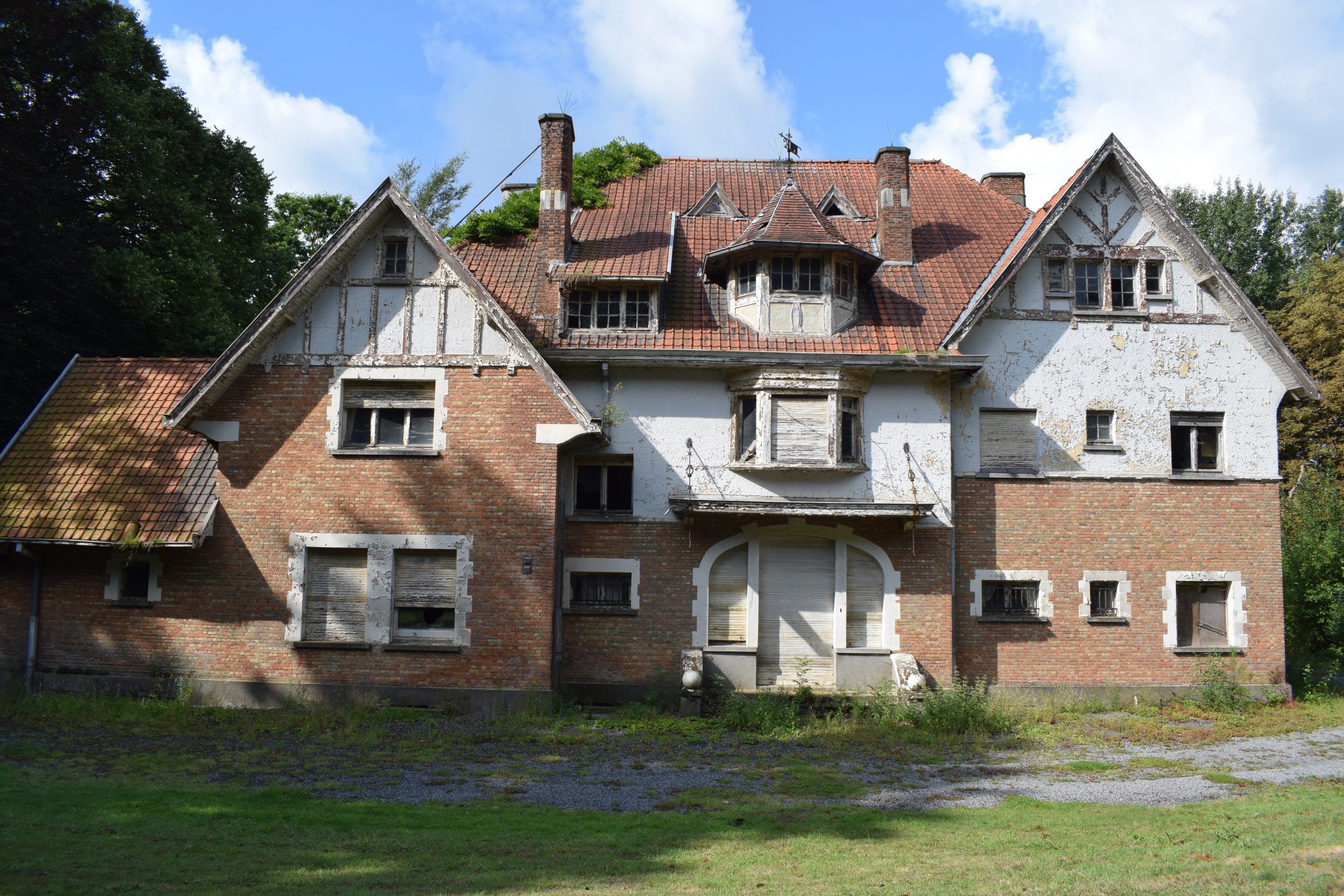
Voorzijde van maison de Viron.

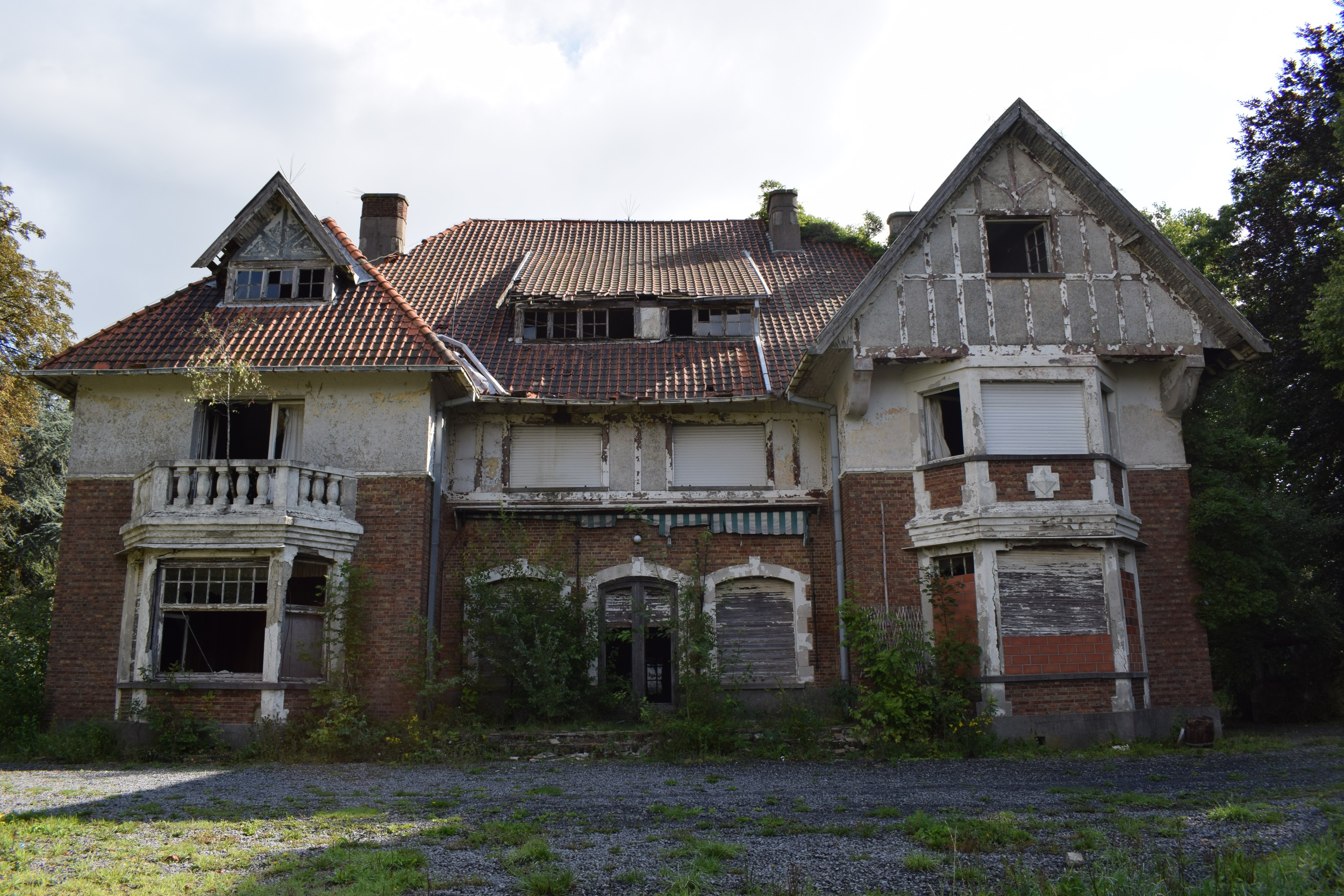
Achterzijde van Mortagnekasteel.

Het Mortagnekasteel of La Mortagne ook gekend onder de naam Maison de Viron,  is een landhuis in cottagestijl, gelegen in Bellegem. Maison de Viron verwijst naar de adellijke familie die het bouwde en jarenlang bewoonde.

## Ligging
De villa ligt langs de Sint-Leonardusberg, beter gekend als ’t Kruiske waar jaarlijks enkele wielerwedstrijden oprijden en verbindt Bellegem met Rollegem. Het landhuis is gelegen in het vroegere park, de hofstede Ter Kercke aan de Walleweg. De parklaan die door het domein van de familie de Viron loopt, verbindt de Walleweg met Bellegemplaats. Het kasteel heeft een panoramisch zicht over onder meer Rollegem en Dottenijs. Op het groene domein ligt ook een hoeve die nog eigendom is van de familie.

## Landhuis

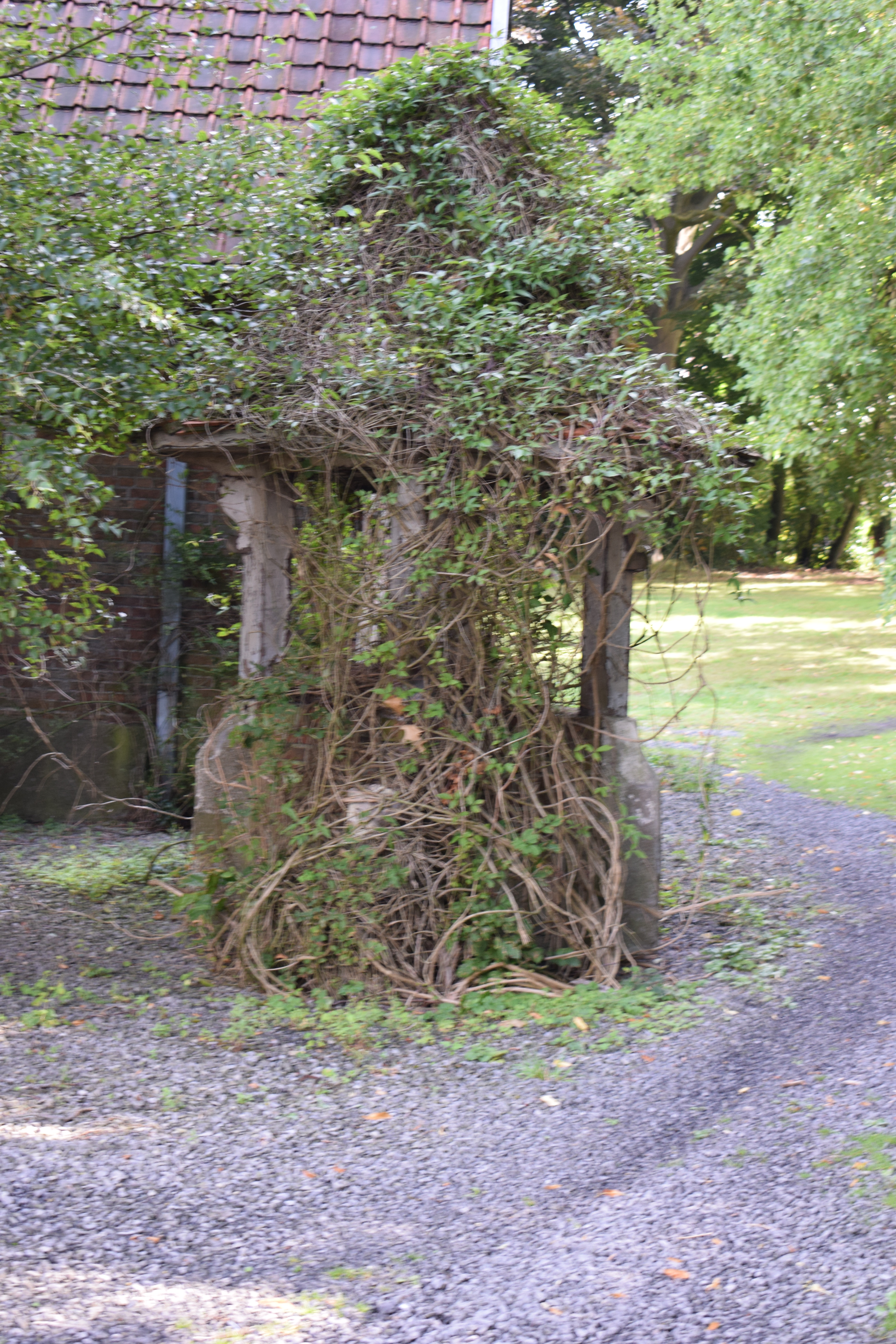
Waterput op domein van de Viron

Het landhuis werd rond 1925 gebouwd in opdracht van baron Maurice de Viron uit Dilbeek. Typerend aan het landhuis zijn de geeloranje bakstenen, de verschillende dakkapellen en niveauverschillen. Verder zijn de voorkant en de achterkant bijna identiek met telkens in het midden een driedelige inkom met een trap die naar de deur leidt. Verder is het huis ook helemaal onderkelderd. De tuin wordt ook gesierd door een waterput en een paviljoen. Ook bevindt er zich een schuur die begin de jaren '80 omgebouwd werd tot twee volwaardige appartementen.

## Familie de Viron
Het kasteel werd gebouwd door baron Maurice de Viron (12 februari 1871) en Mevrouw Maguerite Vercruysse (27 september 1883). Baron de Viron was afkomstig uit Dilbeek terwijl mevrouw Vercruysse in Kortrijk woonde. De twee trouwden in Kortrijk op 7 januari 1913 en trokken naar Bellegem om er hun familie te stichten.  De villa was niet op een-twee-drie af en daarom nam het gezin eerst hun intrek in de schuur. Omstreeks 1928 was hun villa af. 
Het koppel kreeg 5 kinderen:
- Françoise (5/12/1913-8/7/1992), getrouwd met Charles de Hamel de Fougeroux in 1936.
- Joseph (3/5/1920-29/1/1922)
- Geneviève (28/11/1922-21/1/2013), getrouwd met Antoine de Germiny in 1951.
- Béatrice (2/12/1924-30/11/2016), getrouwd met Raymond-Fernand Timmery in 1953.
- Isabelle (1/10/1927-25/7/2011)

De baron overleed in 1931 op 60-jarige leeftijd en 36 jaar later stierf ook zijn 84-jarige vrouw Maguerite. Isabelle de jongste dochter en nog de enige ongetrouwde dochter bleef alleen in het huis achter tot 1980. Daarna werd de omgebouwde schuur waar het gezin woonde voor de villa af was, verbouwd tot twee appartementen waarvan één als nieuwe woning van barones Isabelle de Viron dienst deed. Nadien is de villa nooit meer bewoond geweest. En daar draagt hij de gevolgen van: het gebouw staat tegenwoordig te verkrotten. In 2011 stierf Isabelle de Viron en zo kwam er een einde aan het verhaal van de familie de Viron in Bellegem.

## Belang voor Bellegem

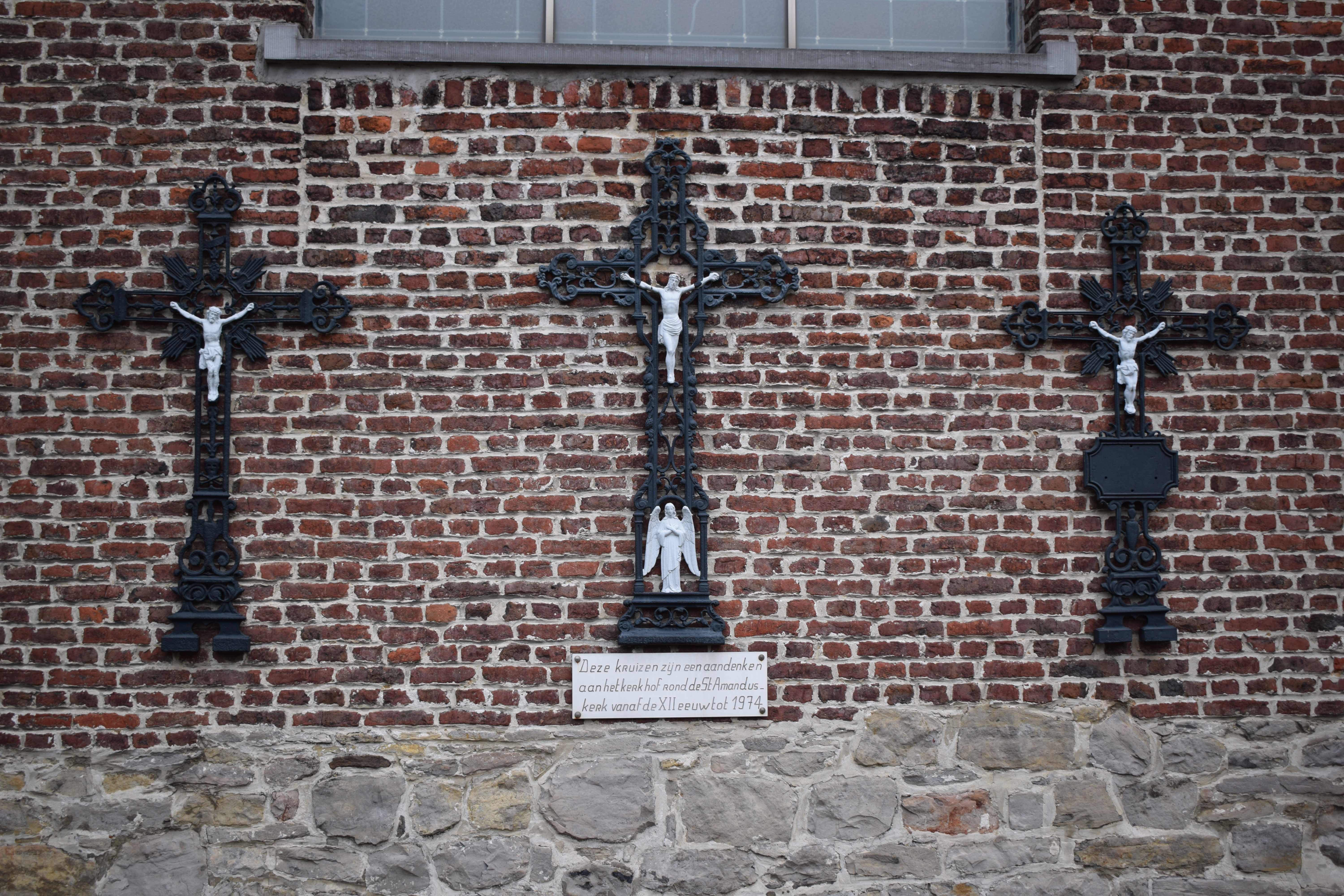
Restanten graven Maurice, Marguerite en Joseph de Viron

De familie de Viron heeft zijn stempel gedrukt op het Bellegemse dorpsleven en dan voornamelijk in religieus opzicht. Aan de noordzijde van de Sint-Amanduskerk, zijn nog altijd restanten zichtbaar van het graf van Maurice, zijn vrouw Marguerite en hun zoon Joseph. Hun volledige graven zijn bij het ruimen van de begraafplaats rond de kerk, mee verhuisd naar het nieuw kerkhof iets verder in de Kwabrugstraat. Het zijn enkel de kruisen die resteren op de kerkgevel.
Binnenin de kerk zijn heel wat zaken die verwijzen naar de familie. De familie was heel gelovig en deed graag schenkingen aan de kerk. In de Sint-Amanduskerk werden de Acht Zaligheden afgebeeld op glasramen. Enkele families uit Bellegem schonken zo een glasraam. Zo deed ook de familie de Viron. Als dankbaarheid werd het wapenschild van de familie in het glasraam verwerkt. Daarnaast werden ook twee schilderijen waaronder het Madonnaschilderij door barones Maguerite geschonken. Bellegem beschikt over een glazen winterkapel die helemaal bekostigd werd door Maguerite Vercruysse. In die winterkapel hangt onder andere het geschonken glasraam en  het wapenschild van de familie. Dochter Isabelle schonk een van de edelstenen van de verlovingsring van haar moeder aan de kerk op voorwaarde dat die goed zichtbaar was. De edelsteen bevond zich jarenlang in de kroon van het Mariabeeld. Maar enkele jaren geleden werd die van de kerk ontvreemd. Verder is Marguerite Vercruysse ook meter van een van de kerkklokken. De klok kreeg de naam Maria Immaculata, vertaald als de onbevlekte maria.

## Fotogalerij: Schenkingen aan de kerk

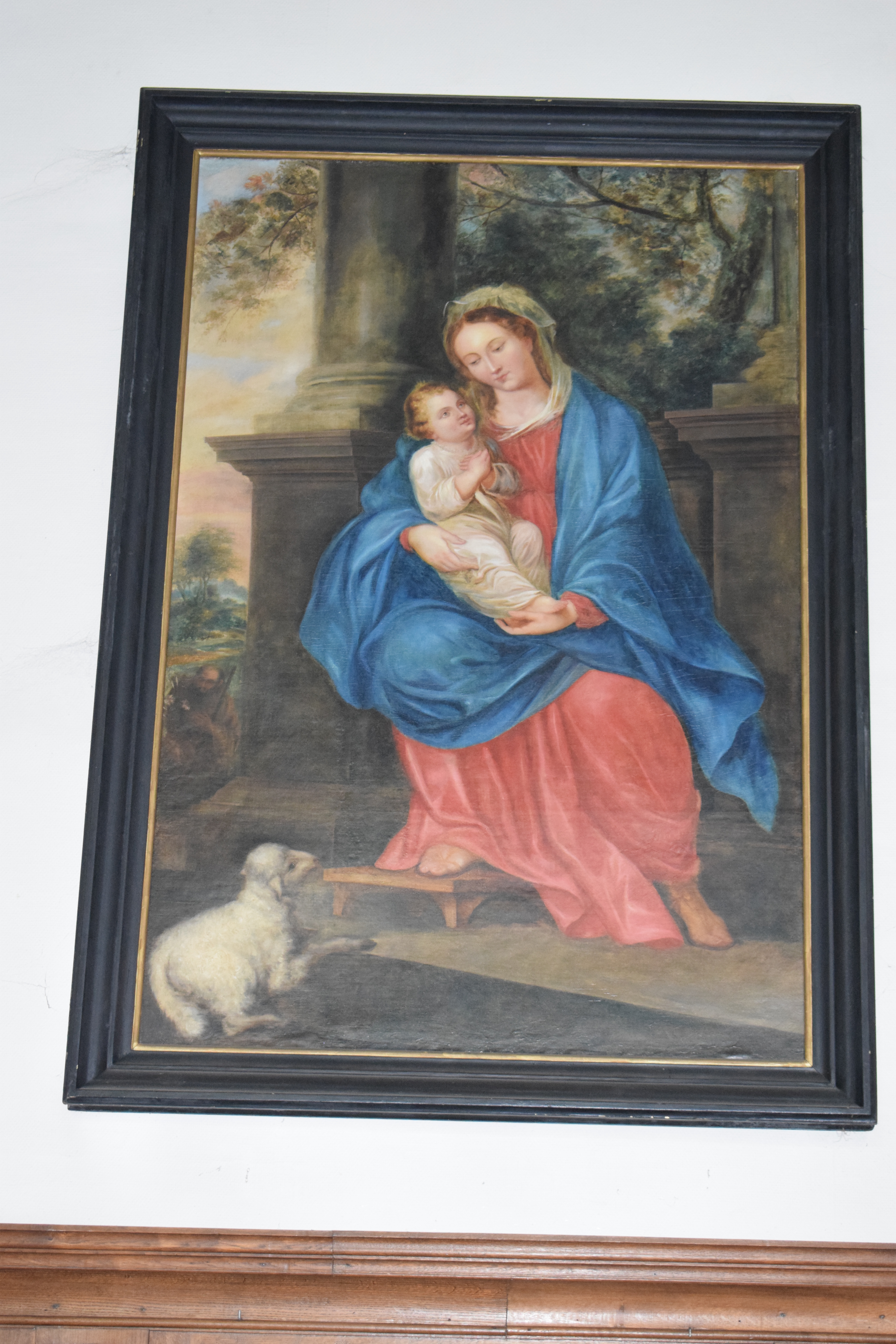
Madonnaschilderij in Sint-Amanduskerk geschonken door barones de Viron.
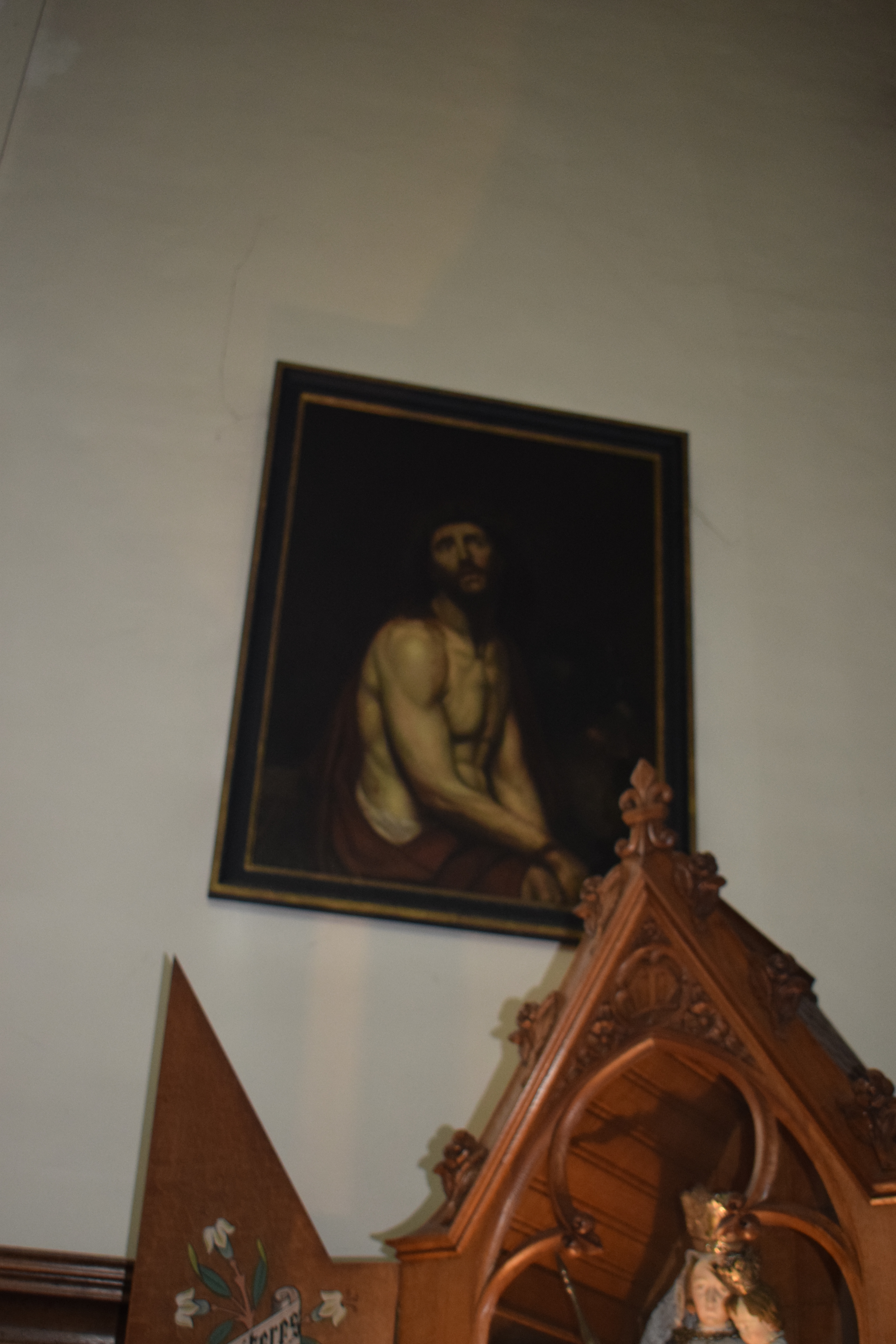
Schilderij geschonken door barones de Viron.
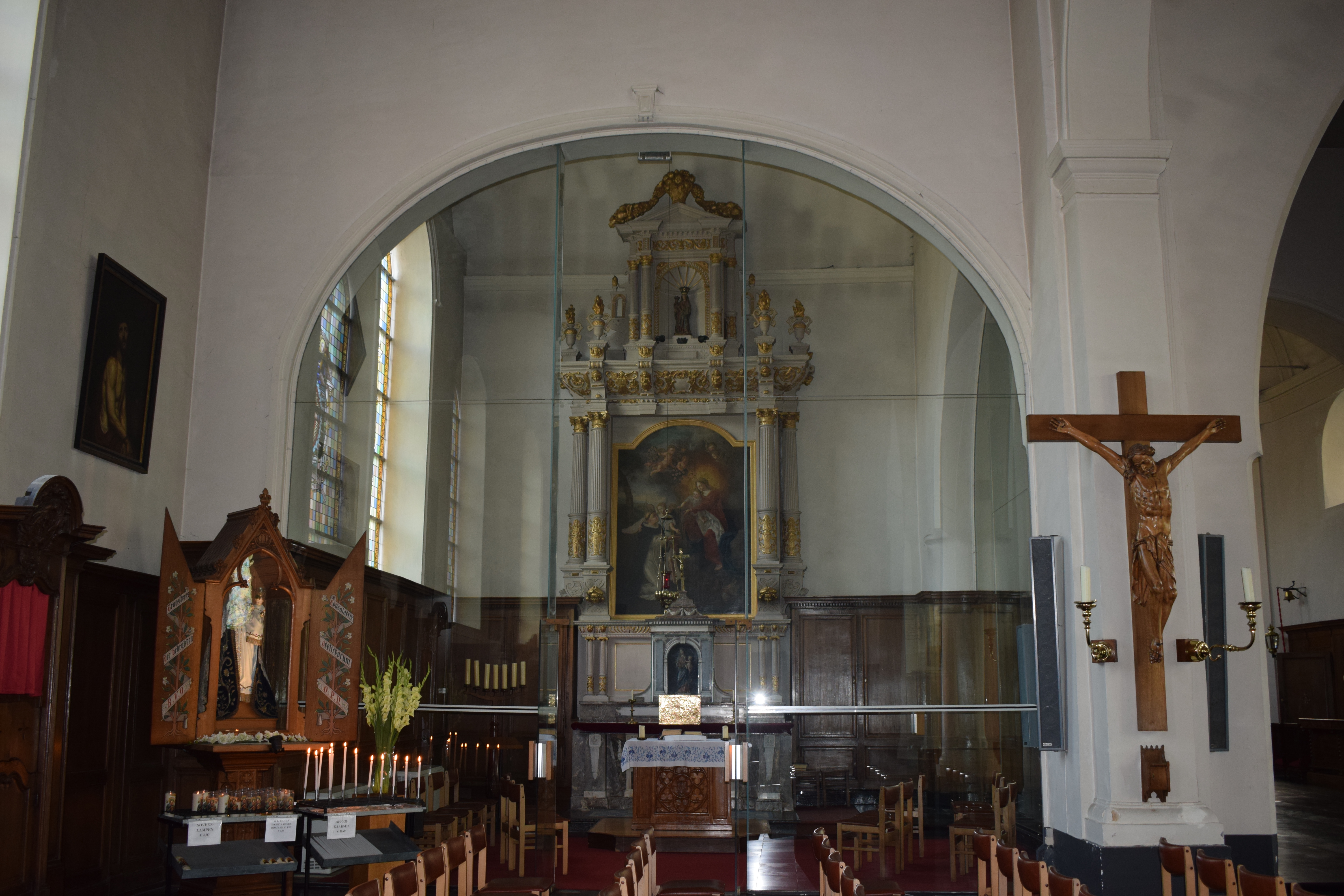
Glazen winterkapel werd gefinancierd door barones Marguerite.
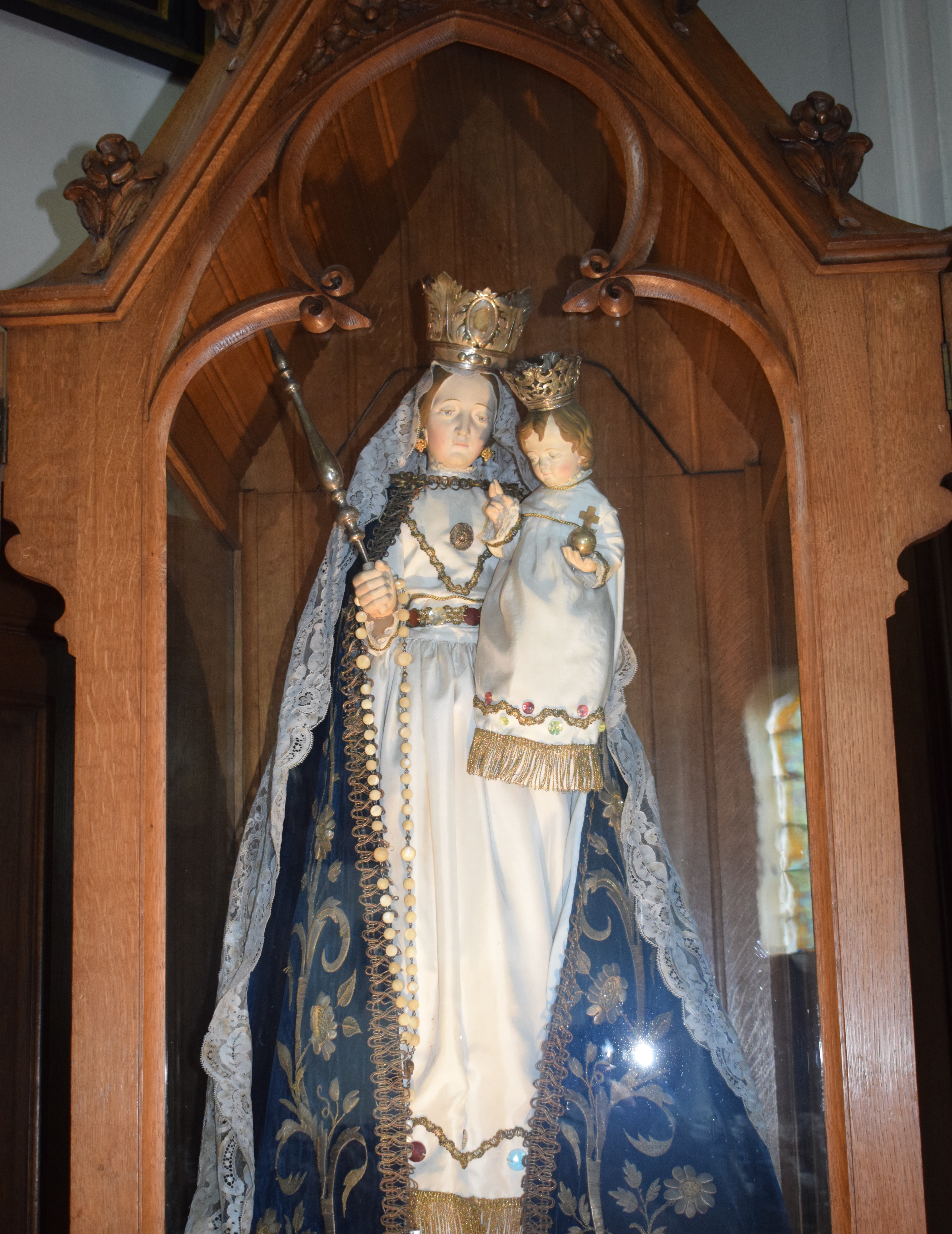
Een edelsteen in de kroon van het Mariabeeld. Enkele jaren geleden werd die wel ontvreemd. De ovaal waar de edelsteen hing, is nog zichtbaar.
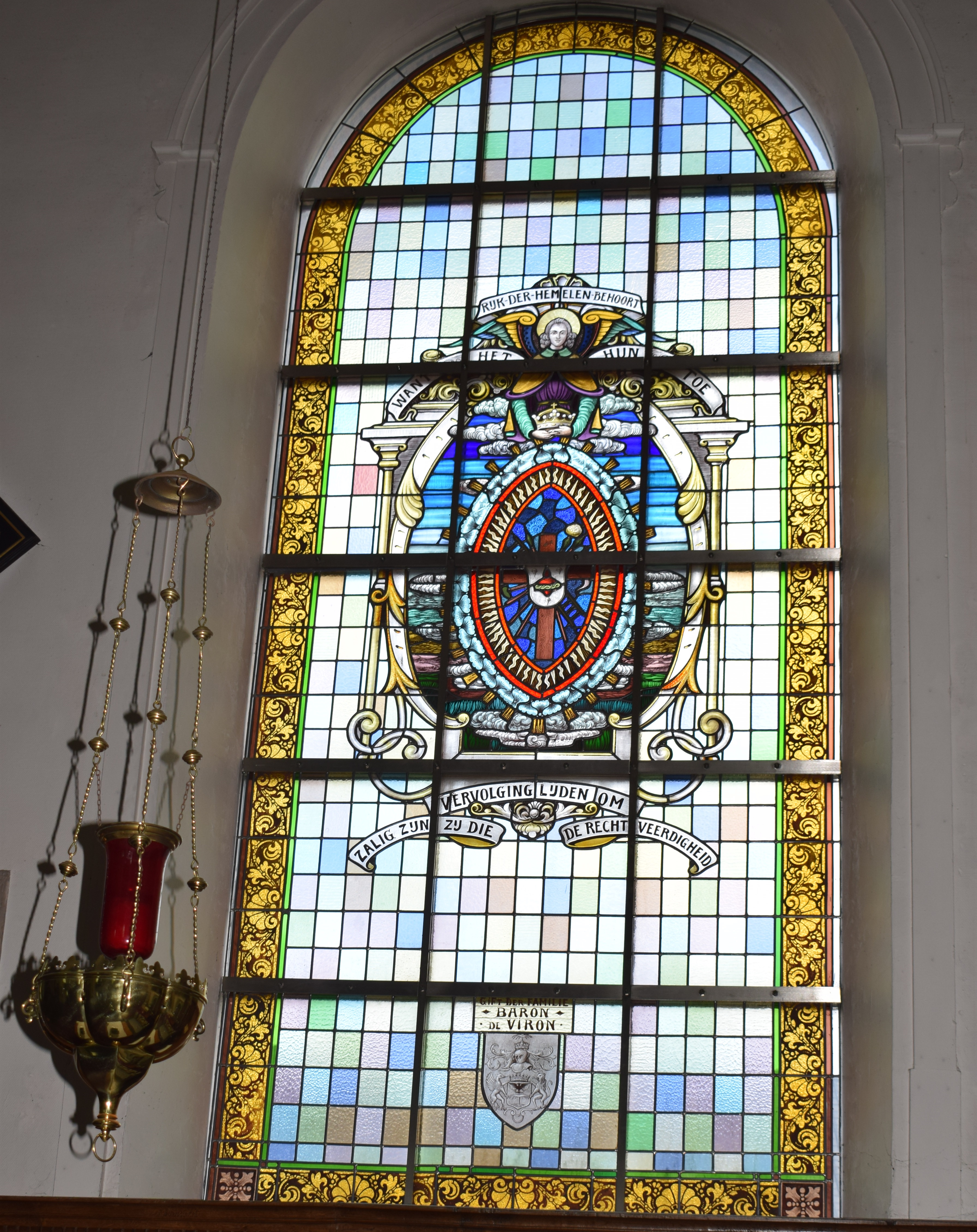
Glasraam werd betaald door de familie de Viron. Hun wapenschild werd in het raam verwerkt.
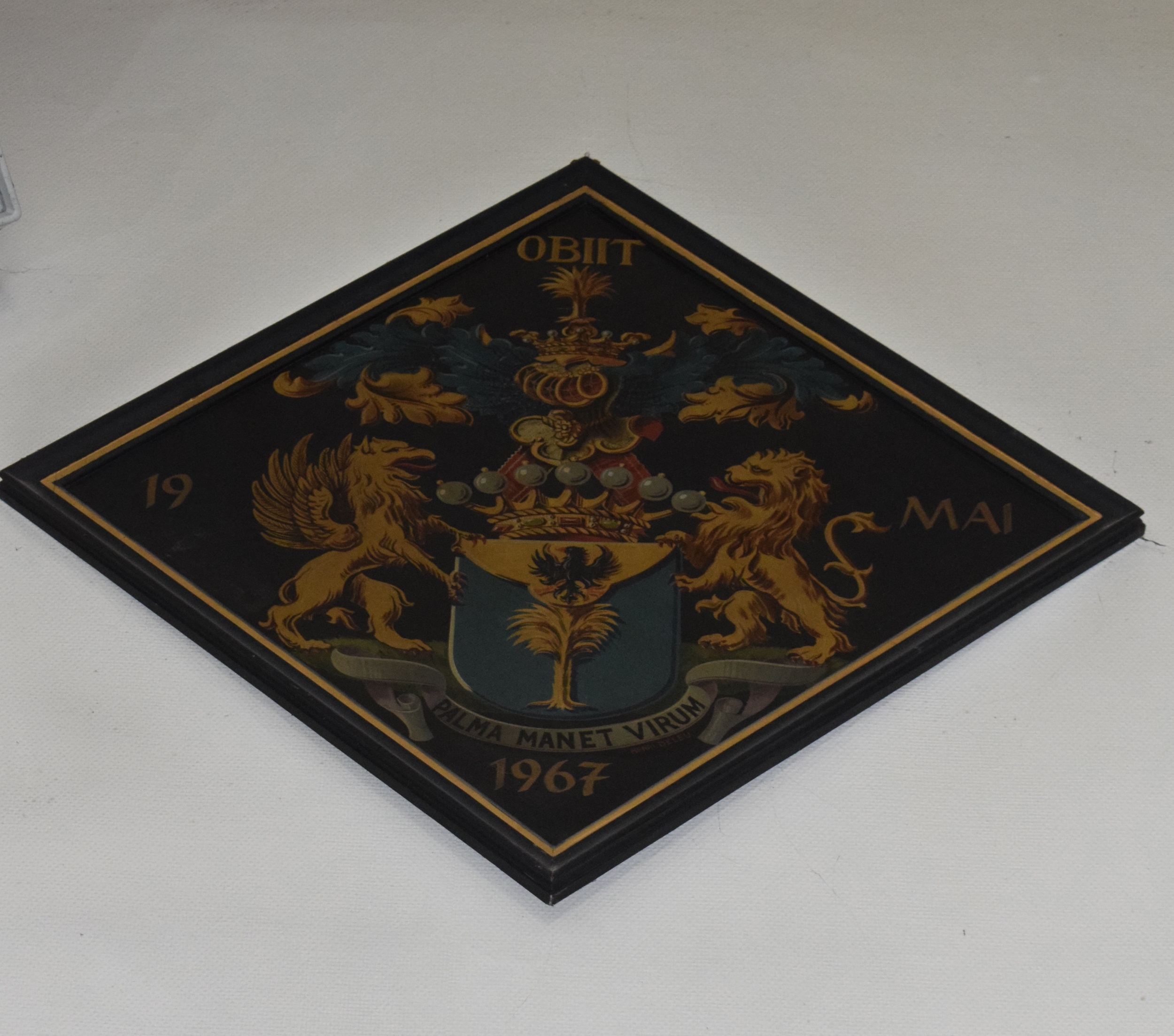
In de winterkapel hangt het wapenschild van de familie de Viron.

## Tweede Wereldoorlog

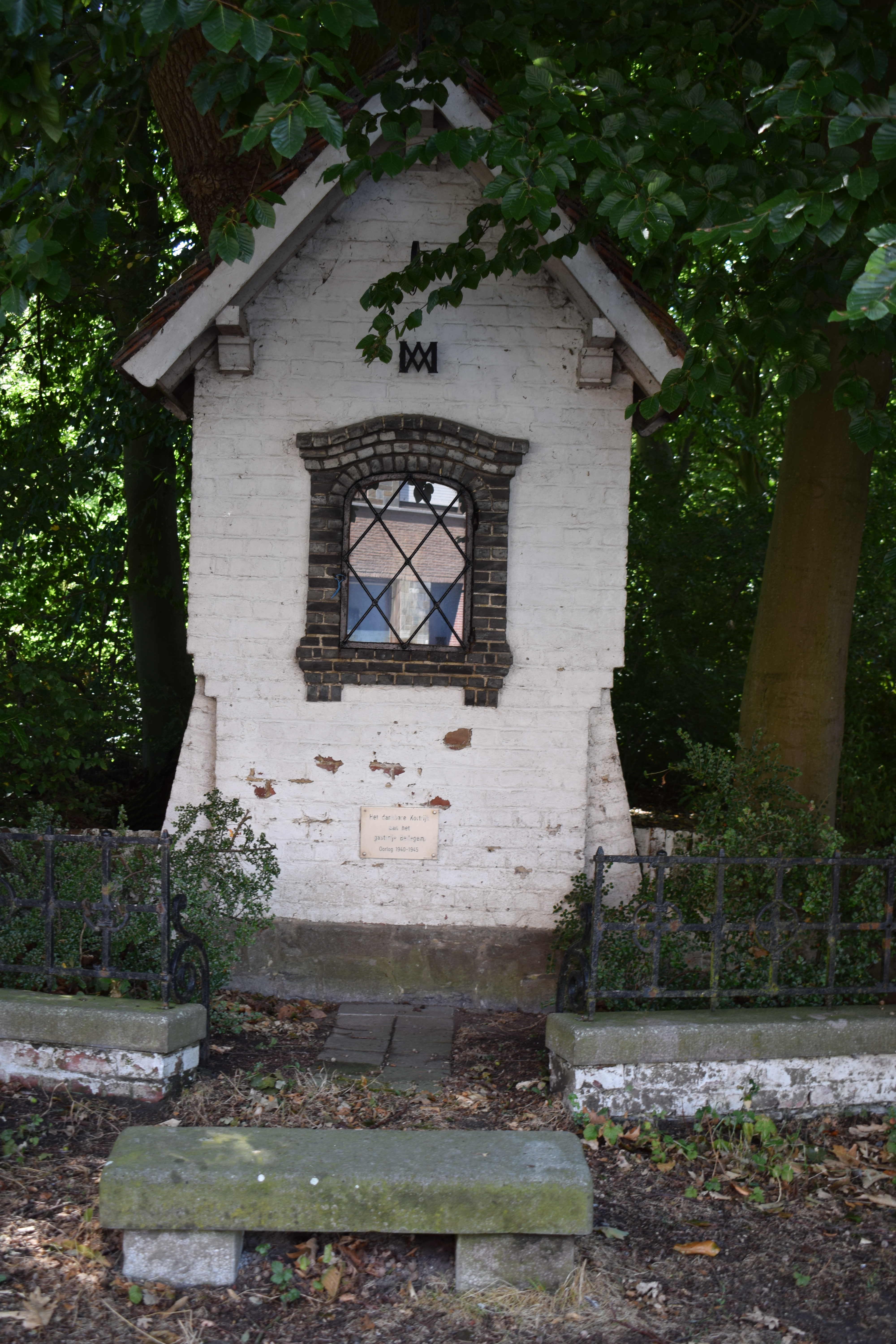
Groeningekapel

Tijdens de Tweede Wereldoorlog was Bellegem een schuiloord voor de Kortrijkse bevolking die vluchtte voor nakende bombardementen. Als aandenken wou men een kapel bouwen in Bellegem. De familie de Viron was zo vrij om de Groeningekapel te laten bouwen op een buitenhoek van hun domein. Het kasteel heeft tijdens de oorlog ook dienst gedaan voor het Duitse leger wanneer het opleidingskamp voor artillerie in Bellegem gevestigd was.

## Urban exploration
Bij urban exploration gaan urban explorers bepaalde gebouwen of infrastructuren bezoeken en maken er foto’s. Verlaten gebouwen genieten hun voorkeur. Doordat het kasteel al jaren niet meer onderhouden werd, vormde het kasteel een uitgelezen kans voor dat soort fotografen. Het kasteel werd de jongste jaren ook meermaals gekraakt. Aangezien het gebouw verkocht werd en een nieuwe eigenaar heeft is het ondertussen VERBODEN TERREIN geworden volgens Art. 461 Wetb. v. Strafr.

## 2020
Een particulier kocht het gebouw en heeft besloten om het volledig te gaan restaureren, zodat hij er met zijn familie kan gaan wonen. 